# Hajdu Frigyes (műfordító)
Hajdu Frigyes, született Weiszhaus Ferenc Frigyes (Balkány, 1873. augusztus 6. – Gyula, 1944. június 29.) magyar közíró, műfordító, irodalomkritikus, a Romániához csatolt Erdélyben a magyar kultúrájú zsidóság egyik szellemi vezére.

## Életpályája
Földbirtokos családba született. Szülei Weiszhaus Gyula és Weisz Fanni voltak. Középiskolai tanulmányait Nyíregyházán végezte, majd a budapesti jogakadémián szerzett oklevelet. Ügyvédgyakornokként részt vett a haladó ifjúsági mozgalmakban. 1894-ben került Temesvárra, ahol ügyvédi irodát nyitott. Muth Gáspárral és Sztura Szilárddal 1903-ban megalapította a 48-as Függetlenségi Párt helyi szócsövét, a Temesvári Hírlapot, melyben megszűnéséig (1939) gazdasági, politikai és kulturális témájú cikkeit, tanulmányait, visszaemlékezéseit és versfordításait közölte. Barátság fűzte Justh Gyulához és Holló Lajoshoz, a polgári radikális reformok szorgalmazóihoz. Politikai pályafutása csúcsaként egy alkalommal, az 1906-os választásokon a facseti kerületben országgyűlési mandátumot is nyert.
Az első világháború után tevékeny szerepet vállalt a Temesvárott 1920-ban létrejött Polgári Szervezet munkájában, amely „a szabadságjogok biztosítását, a sérelmek orvoslását, a jogtiprások megtorlását” tekintette feladatának. Szorgalmazta az Országos Magyar Párt helyi tagozatának létrejöttét, ennek vezetőségében 1922-től tisztségeket vállalt. A Magyar Ház felavató ünnepségén (1930) ünnepi beszédet tartott, az 1932-ben alakult Institutul Social Banat–Crişana égisze alatt szociológiai előadássorozatot szervezett, a temesvári Újságíróklubban Ady Endre és az asszonyok címen adott elő (1934). Műfordításait Horatius, Juvenalis, valamint Nikolaus Lenau, Otto Erich Hartleben, Richard Dehmel költészetéből már az első világháborút megelőző években s 1919 után is közölte a Temesvári Hírlap és a Színházi Újság, majd az aradi Szezon (1920); a lapokban számos hely- és irodalomtörténeti tanulmánya is megjelent. 1944. június 29-én a gyulai kórházban öngyilkosságot követett el.
Sírja a gyulai zsidó temetőben található.